# 長岡萌映子
長岡萌映子（日语：／ Nagaoka Moeko，1993年12月29日—），日本女子籃球運動員，效力於豐田汽車羚羊，主要位置為小前鋒。

## 經歷
- 札幌市立手稻宮丘小學校 - 札幌市立宮之丘中學校 - 札幌山之手高等學校（日语：札幌山の手高等学校） - 富士通紅浪（日语：富士通レッドウェーブ）（2012年－2017年） - 豐田汽車羚羊（日语：トヨタ自動車アンテロープス）（2017年－）

## 日本代表經歷
- 2009年亞洲U16青年女子籃球錦標賽
- 2010年亞洲U18青年女子籃球錦標賽
- 2010年U17世界青年女子籃球錦標賽
- 2010年夏季青年奧林匹克運動會
- 2011年U18世界青年女子三對三籃球錦標賽
- 2011年亞洲女子籃球錦標賽
- 2014年世界女子籃球錦標賽
- 2016年夏季奧林匹克運動會
- 2017年亞洲盃女子籃球賽
- 2018年女子世界盃籃球賽
- 2019年亞洲盃女子籃球賽
- 2020年夏季奧林匹克運動會

## 外部連結
- 長岡 萌映子 - トヨタ自動車アンテロープス （页面存档备份，存于） （日語）
- 長岡萌映子 - WJBL （页面存档备份，存于） （日語）